# Regina Sousa
Maria Regina Sousa (União, 4 de julho de 1950) é uma professora, bancária, sindicalista e política brasileira, filiada ao Partido dos Trabalhadores (PT). Foi a 53ª governadora do estado do Piauí, do qual também foi vice-governadora e senadora da República. Atualmente comanda a secretaria da Assistência Social, Trabalho e Direitos Humanos do governo do Piauí. 
Graduada em Letras pela Universidade Federal do Piauí, Sousa trabalhou como professora e na década de 1980 foi aprovada em concurso público do Banco do Brasil. Sindicalista, presidiu o Sindicato dos Bancários do Piauí e foi uma das fundadoras da Central Única dos Trabalhadores (CUT) no Piauí, bem como presidiu o PT piauiense.
Aliada do governador Wellington Dias, Sousa juntou-se à sua administração em 2003. Nas eleições de 2002 e 2006, coordenou as candidaturas de Dias, integrando sua chapa ao Senado Federal em 2010, como primeira suplente. Tornou-se senadora quando Dias renunciou ao cargo para assumir pela quarta vez o governo estadual. No pleito de 2018, elegeu-se vice-governadora, e em 2022, tomou posse como governadora após a renúncia de Wellington Dias que concorreu no pleito para a vaga no Senado Federal.

## Biografia

### Família, educação e início de carreira
Natural de União, Sousa é filha de Raimundo Sousa Miranda e Maria da Conceição Silva Miranda, camponeses sem terras. É a quinta de catorze filhos. Durante a infância, ajudou os pais na roça e, posteriormente, declarou: "aos dez anos já sabia plantar e colher feijão, milho e fava. Não guardo nenhuma marca ou trauma por causa disso." Também foi quebradeira de coco babaçu. Aos sete anos de idade, foi matriculada em uma escola rural, onde estudou em uma turma multisseriada.
Aos treze anos de idade, Sousa passou a morar em Parnaíba, no litoral, de modo a prosseguir com sua formação básica. Lá, viveu na casa de parentes. No quinto ano, foi escolhida oradora da turma. Mais tarde, concluiu o ginásio e o curso pedagógico. Tornou-se professora primária e, desejando alcançar o ensino superior, mudou-se para a capital Teresina, sendo aprovada para o curso de Letras na Universidade Federal do Piauí. Durante seus estudos universitários, participou do movimento estudantil em plena ditadura militar.
Enquanto cursava Letras, Sousa tornou-se professora, em 1971. Naquele momento, sua família havia melhorado suas condições financeiras e estava estabelecida em Teresina. Após graduar-se em Letras, com habilitação em Língua Portuguesa e Língua Francesa, foi aprovada, em 1983, no concurso público do Banco do Brasil.

## Carreira política

### Movimento sindical e governo Dias
Sousa engajou-se mais seriamente no movimento sindical quando concluiu o ensino superior. Inicialmente fez parte de sindicatos da classe dos professores, e em seguida de bancários. Por meio de suas atividades sindicais, conheceu Wellington Dias, funcionário da Caixa Econômica Federal. Em 1989, foi sua vice na eleição para o Sindicato dos Bancários do Piauí, para o qual foram eleitos. Assumiu a presidência do órgão com a saída de Dias, a quem, ao longo dos anos, converteu-se em uma aliada de confiança.
Sousa foi uma das fundadoras da Central Única dos Trabalhadores (CUT) no Piauí, sendo sua presidente estadual e integrante da direção nacional. Eleita por seis mandatos como presidente do diretório estadual do Partido dos Trabalhadores, desempenhou as funções de coordenação das campanhas de Dias a governador nas eleições de 2002 e 2006. Em 2003, com a vitória de Dias, foi por ele designada como secretária de Administração do Piauí.
Em abril de 2010, Sousa deixou a secretaria de Administração de modo a concorrer nas eleições de outubro. Chegou a ser indicada como potencial candidata ao Senado, mas acabou por candidatar-se à primeira suplência de Dias. A chapa, que foi apoiada por uma coligação composta por oito partidos políticos, foi a mais votada com 997 mil votos, ou 32,52% dos votos válidos.

### Senadora da República

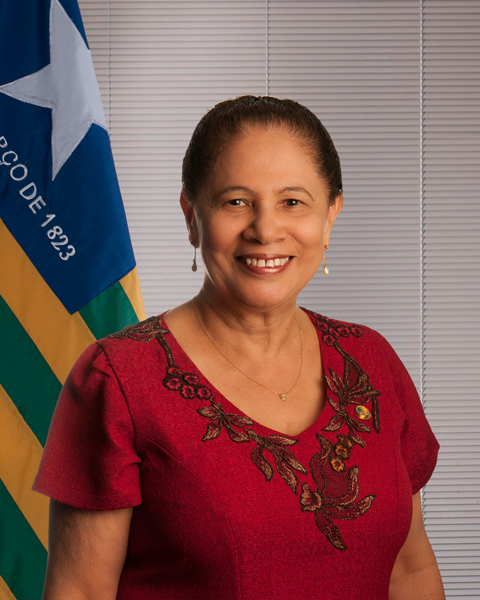
Foto oficial como Senadora da República.

Em 2015, com a ascensão de Dias como governador, Sousa foi empossada senadora da República. Foi a primeira mulher a representar o Piauí na câmara alta do parlamento brasileiro. Em retrospecto, recordou: "Enfrentei um preconceito muito grande no Senado, pelo meu jeito, meu cabelo, um preconceito que nesse país só tem avançado." Em 2016, foi chamada de "tia do café" pelo apresentador Danilo Gentili, um ato criticado e visto como preconceituoso pela mídia. Sousa informou que processaria Gentili por crime de ofensa racista.
No Senado, Sousa votou contrariamente ao processo de impeachment da presidente Dilma Rousseff. Considerando o processo golpista, referiu que este possuía um componente machista, não vendo a presidente como "ré, mas como vítima." Manteve-se crítica em relação ao governo sucessor, liderado pelo presidente Michel Temer.
Em 2015, Sousa votou contra a manutenção da prisão de seu colega Delcídio do Amaral. Em 2017, votou contra a reforma trabalhista e a favor da manutenção da decisão do Supremo Tribunal Federal que afastou o senador Aécio Neves de seu mandato. No mesmo ano, foi designada por seus pares como presidente da Comissão de Direitos Humanos e Legislação Participativa (CDH).

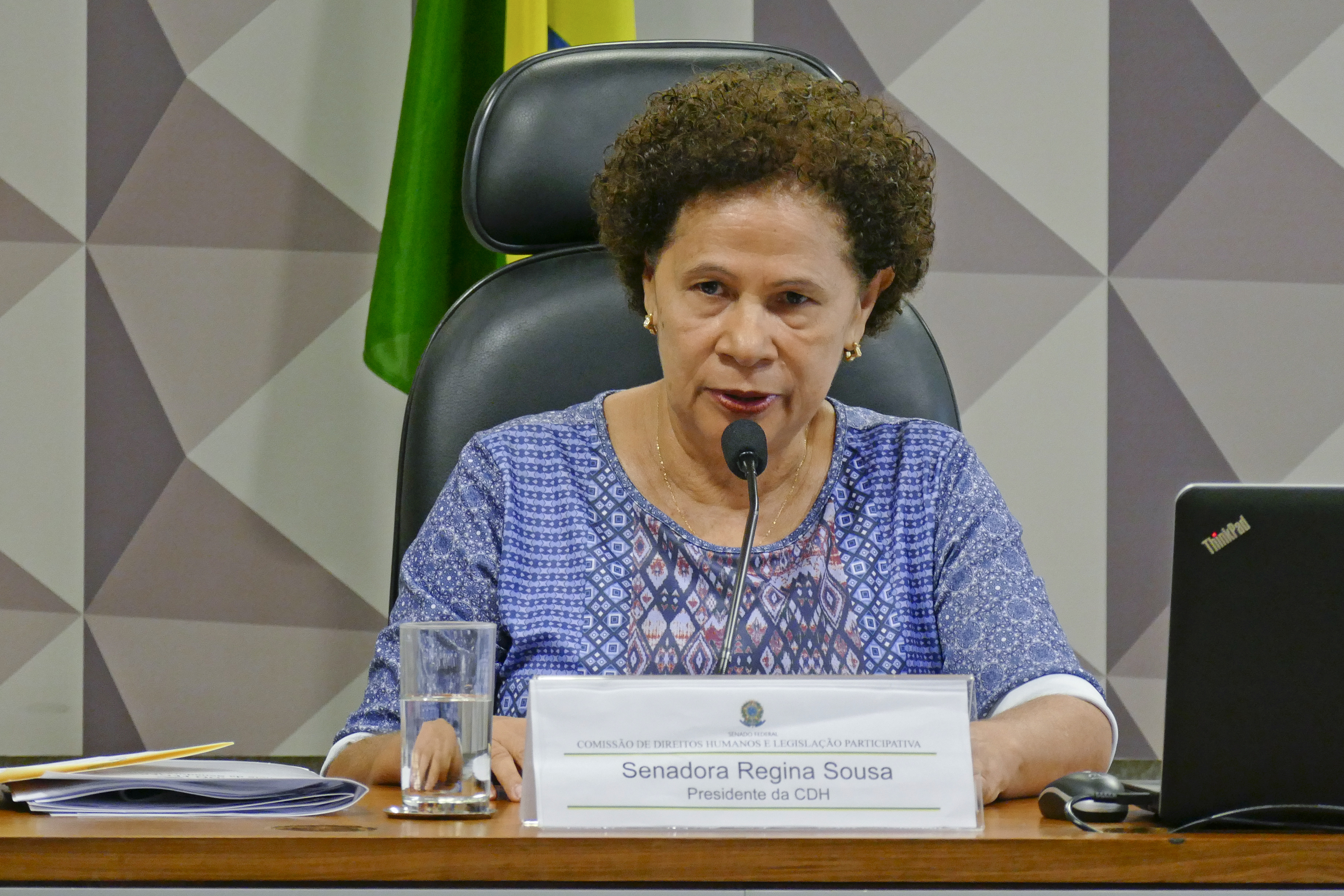
Senadora Regina Sousa em reunião da CDH no Senado Federal

Em 2018, como presidente da CDH foi relatora da PLS 263/2018, ideia legislativa de origem popular, que visa combater a poluição por plásticos de uso único no Brasil, emitindo parecer favorável e redação de texto base para o projeto de lei ainda em tramitação na casa, que deu origem a diversos projetos de lei similares, aprovados e em tramitação em diversos estados e municípios brasileiros.

### Vice-governadora
No início de 2018, o PT piauiense declarou apoio à reeleição de Sousa ao Senado. Sousa afirmou que não desistiria de disputar a reeleição, mas o governador Dias havia firmado um acordo político que previa uma coligação sem candidaturas do PT ao Senado, dando espaço a Ciro Nogueira e a outro nome a ser determinado por outras agremiações. Neste contexto, o governador, com o apoio da base, escolheu-a como sua candidata à vice-governadora. Em outubro, Dias e Sousa foram eleitos, ainda no primeiro turno, com 55,65% dos votos válidos. Em meados de dezembro, renunciou ao seu mandato como senadora, sendo substituída pelo deputado Zé Santana.
Em 2019, Sousa foi empossada vice-governadora do Piauí. No mesmo mês, assumiu o executivo estadual durante quinze dias em virtude da viagem do titular ao exterior. Em 2020, tornou-se integrante da Comitiva Nacional do Partido dos Trabalhadores.

### Governadora do Piauí
Com a renúncia do governador Wellington Dias para concorrer ao Senado nas eleições de 2022, Regina Sousa assumiu o governo do Estado em 31 de março de 2022, tornando-se a primeira mulher a governar o Piauí.
Ao longo do mandato, como mulher negra, Regina foi vítima de preconceito, intolerância e racismo religioso. Após sancionar o Dia dos Sacerdotes de Religiões de Matrizes Africanas foi chamada de "Tia da macumba" em um grupo que reunia advogados do estado. Em seu discurso de despedida do governo, Regina rebatendo o preconceito que sofre no dia a dia: "Fui em museu e vi que não caibo na moldura de quem geriu o estado, mas eu geri".

### Secretária Estadual de Assistência Social, Trabalho e Direitos Humanos do Piauí
A partir de janeiro de 2023, Regina Sousa foi nomeada secretária estadual de Assistência Social, Trabalho e Direitos Humanos do Piauí, pasta da administração direta do Estado do Piauí responsável pelo gerenciamento e coordenação das atividades relacionadas à assistência social, ao trabalho e aos direitos humanos no estado, visando promover o bem-estar e a inclusão social da população piauiense.

## Desempenho em eleições
| Ano  | Eleição            | Cargo                                             | Partido | Votos   | %      | Resultado       |
| ---- | ------------------ | ------------------------------------------------- | ------- | ------- | ------ | --------------- |
| 2010 | Estaduais no Piauí | 1ª Suplente Senador Titular: Wellington Dias (PT) | PT      | 997.513 | 32,52% | Eleita          |
| 2018 | Estaduais no Piauí | Vice-governadora Titular: Wellington Dias (PT)    | PT      | 966.469 | 55,65% | Eleita 1° Turno |